# Oberst Redl (1925)
Oberst Redl, Untertitel: Der Totengräber der Monarchie, ist ein Stummfilm von Hans Otto aus dem Jahr 1925. Der Film benutzt die Spionageaffäre um Oberst Alfred Redl aus Österreich-Ungarn wenig vor dem Ausbruch des Ersten Weltkrieges, Verfremdet diese aber nahezu bis zur Unkenntlichkeit.

## Handlung
Der k.u.k.-Oberst Redl, der ständig in Geldnot ist, trifft in Wien auf die Russin Sonja, die Spionin wurde, um einen adeligen Offizier der zaristischen Armee heiraten zu können. Sonja verführt Redl, der ihr bereitwillig Militärgeheimnisse der österreich-ungarischen Armee verkauft. Er geht sogar so weit, seinen Freund Erdmann zu bestehlen und bringt ihn damit ins schließlich ins Gefängnis. Da Redls Informationen für Sonja nach einiger Zeit wertlos werden, verrät sie ihn. Redl begeht daraufhin Selbstmord. Erdmann wird rehabilitiert, und Sonja heiratet ihren Offizier.

## Hintergrund
Produziert wurde der 1924 gedrehte Streifen von der Ottol-Film GmbH (Wien) und der FIAG-Filmindustrie Wien (Wien). Der Film hatte eine Länge von sieben Akten auf 2308 Metern, das entspricht ca. 92 Minuten. Uraufgeführt wurde er am 20. Februar 1925 in Wien. Die Polizei Berlin belegte ihn am 27. Februar 1925 mit einem Jugendverbot (Nr. 09912).
Inhaltlich stimmen abgesehen vom Geheimnisverrat des Oberst Redl aus Geldgründen, da er seinen Lebensstil finanzieren wollte, der weit über dem Einkommen eines Offiziers seiner Soldstufe lag, so gut wie keine Vorkommnisse des Films. So war Redl homosexuell und hatte weder eine sexuelle Beziehung zu einer Russin, noch hatte er direkten Kontakt mit seinen russischen Informationsabnehmern. Zudem nahm er sich das Leben, nachdem sein Verrat aufgeflogen war, um einer Verhaftung zu entgehen.

## Rezeption
«Der Film ist, abgesehen von seinem von Anfang bis zu Ende mit überzeugender Glaubwürdigkeit durchgeführten Inhalt, auch darstellerisch und technisch von einer das gewohnte Maß weit überragenden Qualität. Robert Valberg, der Darsteller der Titelrolle, vermochte sich in seine keineswegs leichte Rolle in einer Weise einzuleben und sie zum Ausdruck zu bringen, wie dies nur ein wirklicher Künstler vermag. Dasselbe gilt auch von Eugen Neufeld, Dagny Servaes und den übrigen Mitwirkenden. Die Regie des Films, für die Hans Otto zeichnet, ist mit viel Sorgfalt und Umsicht geführt und wusste alle irgendwie störenden Momente auszuschalten. In der Reihe jener, die an dem ausgezeichneten Gelingen des Films hervorragenden Anteil haben, ist auch der Operateur Eduard Hoesch zu nennen, dessen Photographie sich durch eine wunderbare Klarheit und Plastik auszeichnet, die den Wert des Werkes in besonderem Maße erhöht.» (Der Filmbote, Nr. 52, Wien 1925) 